# Lycodes nakamurae
Lycodes nakamurae és una espècie de peix de la família dels zoàrcids i de l'ordre dels perciformes.

## Morfologia
- Els mascles poden assolir 27 cm de longitud total.[4][5]

## Hàbitat
És un peix marí, de clima temperat i demersal que viu entre 140-765 m de fondària.

## Distribució geogràfica
Es troba a les mars del Japó i d'Okhotsk.

## Observacions
És inofensiu per als humans.